# Lappula pratensis
Lappula pratensis är en strävbladig växtart som beskrevs av C. J. Wang. Lappula pratensis ingår i släktet piggfrön, och familjen strävbladiga växter. Inga underarter finns listade i Catalogue of Life.